# 血と蜜〜Anthology of Gothic Lolita & Horror
『血と蜜〜Anthology of Gothic Lolita & Horror』（ちとみつ アンソロジー・オブ・ゴシックロリータ・アンドホラー）は、ALI PROJECTが2017年6月27日に発売したベストアルバムである。

## 解説
本作は、ゴシックロリータを題材とした楽曲を集めたDISC1と、ホラー要素の強い楽曲を集めたDISC2の2枚から構成されるベストアルバムである。
DISC 1はテレビアニメ『ローゼンメイデン』シリーズの主題歌である「禁じられた遊び」と「聖少女領域」を中心としたゴシックロリータ系の楽曲が収録されている。ただし、前述の2曲と「薔薇獄乙女」はそれぞれ『薔薇架刑』と『快恠奇奇 ALI PROJECT Ventennale Music, Art Exhibition』というベストアルバムに収録されていたため、本作ではストリングスバージョンが収録された。
DISC1とDISC2にはそれぞれ書き下ろしの新曲が収録されており、いずれもミュージックビデオが城の中で撮影されることが決まっていたため、城をテーマとした歌詞が執筆された。
宝野アリカは、本アルバムを制作するきっかけとして、「テレビアニメ『ローゼンメイデン』シリーズの主題歌である「禁じられた遊び」と「聖少女領域」で認知度が大きく上がり、これらをはじめとするゴシックロリータ系の楽曲を集めたアルバムを作りたいと考えた。その一方で、2012年に発売した『凶夢伝染』のようにホラー要素を含む楽曲も多いので、双方の要素ごとにまとめたアルバムを作ることができれば素敵だと思った」とナタリーとのインタビューで述べている。

## 収録曲

### Disc 1
（全作詞：宝野アリカ、作曲・編曲：片倉三起也）
1. 私の薔薇を喰みなさい
  - テレビアニメ『ローゼンメイデン』（新版）オープニングテーマ。
  - イントロにSAMPLE MAGICのサンプル音源『ELECTRO』が利用されている。
  - サビにセルゲイ・ラフマニノフの『6つのロマンス 夜のしじまの中で』が引用されている。
2. ALICE同罪イノセント
  - アルバム『贋作師』収録。
  - イントロにPRIME LOOPSのサンプル音源『ORCHESTRAL SCORES』より「Secret Forest[3]」が利用されている。同音源は『或る修道士の告解』のアウトロにも利用されている。
3. ローズ家の双子達
  - 2013年に発売されたアルバム『令嬢薔薇図鑑』収録。
  - イントロ・アウトロにPRODUCER LOOPSのソフト音源『SYMPHONIC SERIES VOL.1: CLASSIC CARTOONS』より「Seb And Shouf」が利用されている。
4. 百合の日々は追憶の中に潜み薫る
  - ストリングスアルバム『Gothic Opera』収録。
5. 乙女の贖い
  - シングル『私の薔薇を喰みなさい』のカップリング曲。
6. 令嬢薔薇図鑑
  - 2013年に発売されたアルバム『令嬢薔薇図鑑』収録。
7. 薔薇美と百合寧の不思議なホテル
  - 2016年に発売されたアルバム『A級戒厳令』収録。イントロにBIG FISH AUDIOのソフト音源『CINEMATIC ORCHESTRAL THEMES』より「Epic1[4]」が利用されている。その他、同音源より最初のサビ直後には「Drama3[5]」が利用されている。
  - イントロにBIG FISH AUDIOのサンプル音源『FUTURE COMPLEXTRO』より「fireworks」が利用されている。
8. Lolicate
  - 2014年に発売されたアルバム『流行世界』収録。
  - Bメロにミハイル・グリンカの『Nightingale Variations』が引用されている。
  - Aメロ直前にPRIME LOOPSのソフト音源『CINEMATIC MOODS』より「TipToeTime Strings」が利用されている。その他、同音源よりイントロには「MetalTron StringsChoir」「HeavenlyChoir」が、2番~3番の間奏には「AdventureTime Strings」が、アウトロには「IrishWhistle」が利用されている。
9. à la cuisine
  - 初出は2001年に発売されたアルバム『Aristocracy』であり、本アルバムの収録曲の中では最も古い曲である[6]。
10. 少女と水蜜桃
  - アルバム『令嬢薔薇図鑑』収録。
11. Royal Academy of Gothic Lolita
  - 書き下ろし新曲。片倉はナタリーとのインタビューの中で、「音楽学校で勉強してきたような交響楽的な楽曲にしたいと考え、メジャーキーを多用した「白アリ」にしようと意識した。」と述べる一方、「何かしてやろうという気持ちから、『同じメロディを2回繰り返す構成をもつAメロにおいて、2回目のメロディを1回目から半音下げる』という仕掛けを施したことを明らかにしており、宝野は歌うのが大変だったとナタリーとのインタビューの中で振り返っている[6]。歌詞は孤独な少女が王立ゴシックロリータ院からの招待状を受け取って、そこに通うという内容である[7]。
  - 「ミュージックビデオを城の中で撮影することは既に決まっていたため、宝野は城の雰囲気を意識したうえで「ロリータちゃんの極み」を意識して歌詞を執筆した」とナタリーとのインタビューの中で振り返っており、最初の歌詞の内容はホグワーツ魔法魔術学校をイメージして組み立てたと述べている[7]。
  - イントロと間奏にバルトーク・ベーラの『ルーマニア民俗舞曲 棒踊り』が引用されている。
  - サビにエルネスト・レクオーナの『19世紀のキューバ舞曲集 Al Fin te Vi』が引用されている。
  - Bメロにセルゲイ・ラフマニノフの『ピアノ・ソナタ第1番 第3楽章』が引用されている。
12. 禁じられた遊び（strings Ver.）
  - テレビアニメ『ローゼンメイデン』のオープニングテーマ。すでにベストアルバム『薔薇架刑』に収録されているため、ストリングスバージョンが採用された。
13. 聖少女領域（orchestra Ver.）
  - テレビアニメ『ローゼンメイデン トロイメント』のオープニングテーマで、『禁じられた遊び』と同様の理由でオーケストラバージョンが採用された。
14. 薔薇獄乙女（strings Ver.）
  - テレビアニメ『ローゼンメイデン　オーベルテューレ』のオープニングテーマで、『禁じられた遊び』と同様の理由でストリングスバージョンが採用された。
15. Fräulein Rose
  - シングル『私の薔薇を喰みなさい』のカップリング曲。
16. 今宵、碧い森深く
  - ストリングスアルバム『Romance』収録。

### DISC 2
1. 凶夢伝染
  - テレビアニメ『Another』オープニングテーマ。
  - ベストアルバム『快恠奇奇 ALI PROJECT Ventennale Music, Art Exhibition』収録。
  - イントロと間奏にフェリックス・メンデルスゾーン作曲の『無言歌集 第5巻 作品62』より第2曲「出発」が引用されている。
2. 雪華懺悔心中
  - アルバム『禁書』収録。
  - イントロにエルネスト・レクオーナの『3つの小品 - 第3曲 プルチネラ』が引用されている。
  - イントロにBIG FISH AUDIO社のループ音源『SYMPHONIC MANOEUVRES』より「Revenge」が利用されている。
3. 夜見のたそがれの、うつろなる蒼き瞳の。
  - シングル『凶夢伝染』のカップリング曲。
4. 血の断章
  - アルバム『禁書』収録。
  - イントロにSample Magicのサンプル音源『Sunset Sessions』より「chl_voc_100_dusty_C#[8]」が利用されている。
5. 六道輪廻サバイバル
  - アルバム『Psychedelic Insanity』収録。
  - サビ直後にBIG FISH AUDIO社のループ音源『SYMPHONIC MANOEUVRES』より「Night Watch」が利用されている。
6. 禁書
  - アルバム『禁書』収録。
7. 少女蜜葬～Le sang et le miel
  - 書き下ろし新曲。デジタルロックとして制作されている。当初片倉はストリングスは使用しない方針を立てていたが、ミュージックビデオをお城の中で撮影することになったため、イントロとアウトロにストリングスが導入された[7]
  - 大サビでは、歌を際立たせるためにピアノの音色が入れられており、宝野はこのパートで『Royal Academy of Gothic Lolita』の主人公に戻ってもいいのではないかと考えたうえで歌詞を執筆し、ミュージックビデオそれに合わせたと振り返っている[7]。
  - イントロにBIG FISH AUDIOのソフト音源『CINEMATIC ORCHESTRAL THEMES』の「Pastoral2[9]」が利用されている。
8. 北京LOVERS
  - アルバム『Dilettante』収録。
  - イントロにミハイル・グリンカ作曲の『コントルダンス「修道女」第3番』が、間奏にはジャック・イベール作曲の組曲『物語』から「黄金色の亀を曳く女」が引用されている。
9. 阿芙蓉寝台
  - アルバム『Poison』収録。
10. 蓮華幽恋
  - アルバム『贋作師』収録。
  - イントロ、間奏にBIG FISH AUDIO社のループ音源『HIP HOP EXOTICA 2』より「06」のシンセ音源が利用されている。
11. 眼帯兎と包帯羊のMärchen
  - アルバム『Les Papillons』収録。原曲はロベルト・シューマンの『蝶々』。
12. 朗読する女中と小さな令嬢
  - 2013年に発売されたアルバム『令嬢薔薇図鑑』収録。
  - EarthMoments社のソフト音源『Oriental Orchestra』より「05_D_80bpm_11」「05_D_80bpm_23」「05_D_80bpm_24」「05_D_80bpm_28」「05_D_80bpm_29」「05_D_80bpm_30」が利用されている。
  - イントロにPRODUCER LOOPSのソフト音源『SYMPHONIC SERIES VOL.2: ARABIAN ADVENTURES 1』より「Beaulereau Arabesque」が利用されている。
13. 女化生舞楽図
  - アルバム『A級戒厳令』収録。
14. 赤い蝋燭と金魚
  - アルバム『流行世界』収録。
15. 秘密の花薗
  - アルバム『Les Papillons』収録。

## クレジット
| Performed by ALI PROJECT    | Performed by ALI PROJECT                   |
| --------------------------- | ------------------------------------------ |
| Words                       | 宝野アリカ                                 |
| Music & Arrangement         | 片倉三起也                                 |
| Music Staff                 |                                            |
| Recording & Mixing Engineer | 瀧田二朗                                   |
| Mastering Engineer          | 袴田剛史（FLAIR MASTERING WORKS）          |
| Recording & Mixing Studio   | FLAMINGO SOUND                             |
| Recording & Mixing Studio   | Zazou music shed                           |
| Recording & Mixing Studio   | Sound City                                 |
| Recording & Mixing Studio   | SOUND INN STUDIOS                          |
| Recording & Mixing Studio   | STUDIO GREENBIRD                           |
| Produce & A&R               | 小池克実                                   |
| Producer                    | 吉江輝成                                   |
| A&R Assistant               | 丹野文葉                                   |
| Creative Coordinator        | 酒寄祐子                                   |
| Jacket                      |                                            |
| Art Direction & Design      | 吉野磨衣子                                 |
| Photographer                | 小野寺廣信                                 |
| Music Clip                  |                                            |
| Director & Cameraman        | 近藤勝路（don't rule studio）              |
| Assistant Director          | 伊藤司                                     |
| Lighting Director           | 古川隆柾                                   |
| Edit-MA Studio              | HAC STUDIO                                 |
| Produce & Production        | don't rule studio                          |
|                             |                                            |
| Hair & Make-up              | 橘房図                                     |
| Costume                     | タダカイエ（Triple fortune）               |
| Lantis Global Division      | 松村起代子、須田雅生、根間一樹             |
|                             |                                            |
| France Staff                | Fumio Inaba（AmuseLantis Europe S.A.S）    |
| France Staff                | Miyuki Inuzuka（AmuseLantis Europe S.A.S） |
| France Staff                | Antoine MARION（Japan FM）                 |
| France Staff                | Pierre-Andre GRASSELER（Japan FM）         |
| Executive Producer          | 井上俊次                                   |
| Special Thanks              | 勇侠会                                     |
| Special Thanks              | 杉本真（Zeppライブ）                       |
| Special Thanks              | 奥田誠（バックステージプロジェクト）       |